# Willem van Rappard
Willem Louis Frederik Christiaan ridder van Rappard (Olst, 6 mei 1946) is een Nederlands politicus voor de Volkspartij voor Vrijheid en Democratie (VVD). Van Rappard was van 1979 tot 2010 burgemeester van Holten, Texel en de Noordoostpolder.

## Levensloop
Van Rappard is afkomstig uit een adellijk geslacht en een familie met een politieke achtergrond. Zo was zijn vader A.G.A. ridder van Rappard burgemeester van Olst (1936-1950) en Heemstede (1950-1970). De familiegeschiedenis van ridder van Rappard ligt grotendeels in Gelderland, met name in de regio Arnhem. 

### Politiek
In 1979 werd Van Rappard benoemd tot burgemeester van Holten. Deze functie bekleedde hij tot 1993 waarna in in datzelfde jaar werd benoemd als burgemeester in Texel. Vanaf 1998 tot 2010 was hij burgemeester in de Noordoostpolder. Van 1989 tot 2000 was Van Rappard lid van het bestuur van de  Koninklijke Nederlandse Vereniging voor Brandweer en Hulpverlening. 
Op 1 mei 2010 is Van Rappard met pensioen gegaan. Aucke van der Werff heeft Van Rappard opgevolgd.
In april 2007, kwam Van Rappard in het nieuws omdat de gemeente een vergeven opdracht voor het maken van een kunstwerk door Jan Wolkers zou hebben introkken, na een televisieoptreden van de kunstenaar en schrijver in het programma Pauw & Witteman. Jeroen Pauw las een 'pikante' passage uit een dagboek uit 1974 van Wolkers voor. Na de uitzending zou Van Rappard naar Wolkers hebben gebeld, waarbij hij meedeelde dat de levenswijze van Wolkers zijn gemeente had doen besluiten uit te zien naar een andere kunstenaar. 
Dit verhaal bleek niet te kloppen. In werkelijkheid waren Jan Wolkers en Van Rappard zeer goede kennissen. De opdracht voor een kunstwerk op voormalig eiland Schokland kwam van de Vereniging 'Schuttevaer'. Zij waren in gesprek met meerdere kunstenaars. Volgens de vereniging had het afbellen van Jan Wolkers niets te maken met het bedoelde tv-programma.

### Onderscheidingen
Op 1 juli 2009 werd Van Rappard benoemd tot ridder in de Orde van Oranje Nassau. Ter gelegenheid van zijn afscheid van de  Koninklijke Nederlandse Vereniging voor Brandweer en Hulpverlening  in 2000 had Van Rappard het Kruis van Verdienste van die vereniging ontvangen. 